# Грозное (Крым)
Гро́зное (до 1948 года Даулджа́р; укр. Грозне, крымскотат. Davul Car, Давул Джар) — исчезнувшее село в Черноморском районе Республики Крым, располагавшееся в центре района, в степной части Крыма, примерно в 1,5 километрах восточнее современного села Зоряное.

### Динамика численности населения
| - 1806 год — 72 чел. - 1864 год — 79 чел. - 1889 год — 116 чел. - 1892 год — 90 чел. | - 1900 год — 315 чел. - 1915 год — 130/9 чел. - 1926 год — 172 чел. - 1939 год — 332 чел. |

## История
Первое документальное упоминание села встречается в Камеральном Описании Крыма… 1784 года, судя по которому, в последний период Крымского ханства Джаммалтжи входил в Мангытский кадылык Козловскаго каймаканства. После присоединения Крыма к России (8) 19 апреля 1783 года, (8) 19 февраля 1784 года, именным указом Екатерины II сенату, на территории бывшего Крымского ханства была образована Таврическая область и деревня была приписана к Евпаторийскому уезду. После павловских реформ, с 1796 по 1802 год входила в Акмечетский уезд Новороссийской губернии. По новому административному делению, после создания 8 (20) октября 1802 года Таврической губернии, Даул-Джар был включён в состав Яшпетской волости Евпаторийского уезда.
По Ведомости о волостях и селениях, в Евпаторийском уезде с показанием числа дворов и душ… от 19 апреля 1806 года, в деревне Даул-Джар числилось 10 дворов, 67 крымских татар и 5 ясыров. На военно-топографической карте генерал-майора Мухина 1817 года деревня Далличар обозначена с 14 дворами. После реформы волостного деления 1829 года Даул Джав, согласно «Ведомости о казённых волостях Таврической губернии 1829 года», остался в составе Яшпетской волости. На карте 1836 года в деревне 26 дворов, как и на карте 1842 года.
В 1860-х годах, после земской реформы Александра II, деревню приписали к Курман-Аджинской волости. Согласно «Памятной книжке Таврической губернии за 1867 год», часть населения деревни Джаулджар, в результате эмиграции крымских татар, особенно массовой после Крымской войны 1853—1856 годов, выехала в Турцию, а остальные здесь проживают. В «Списке населённых мест Таврической губернии по сведениям 1864 года», составленном по результатам VIII ревизии 1864 года, Даулджар — владельческая татарская деревня, с 25 дворами, 79 жителями, мечетью и высшим татарским училищем при колодцах. По обследованиям профессора А. Н. Козловского 1867 года, вода в колодцах деревни была пресная, а их глубина колебалась от 20 до 30 саженей (42—64 м). На трехверстовой карте Шуберта 1865—1876 года в деревне обозначено 25 дворов.
В «Памятной книге Таврической губернии 1889 года», по результатам Х ревизии 1887 года, в деревне Даульджар числилось 22 двора и 116 жителей. Согласно «…Памятной книжке Таврической губернии на 1892 год», в деревне Даунджар, входившей в Отузский участок, было 90 жителей в 17 домохозяйствах.
Земская реформа 1890-х годов в Евпаторийском уезде прошла после 1892 года, в результате Даулджар приписали к Агайской волости.
По «…Памятной книжке Таврической губернии на 1900 год» в деревне числилось 315 жителей в 43 дворах. В 1914 году в деревне велось строительство нового здания мектеба. По Статистическому справочнику Таврической губернии. Ч.II-я. Статистический очерк, выпуск пятый Евпаторийский уезд, 1915 год, в деревне Даулджар Агайской волости Евпаторийского уезда числилось 32 двора с татарским населением в количестве 130 человек приписных жителей и 9 — «посторонних», из которых 63 мужчины и 76 женщин. Жители владели 1036 десятинами удобной земли (5 дворов с землёй, 27 — безземельные). В хозяйствах имелось 195 лошадей, 12 волов, 35 коров и 675 голов мелкого скота.
После установления в Крыму Советской власти, по постановлению Крымревкома от 8 января 1921 года № 206 «Об изменении административных границ» была упразднена волостная система и образован Евпаторийский уезд, в котором создан Ак-Мечетский район и село вошло в его состав, а в 1922 году уезды получили название округов. 11 октября 1923 года, согласно постановлению ВЦИК, в административное деление Крымской АССР были внесены изменения, в результате которых округа были отменены, Ак-Мечетский район упразднён и село вошло в состав Евпаторийского района. Согласно Списку населённых пунктов Крымской АССР по Всесоюзной переписи 17 декабря 1926 года, в селе Даулджар, Киргиз-Казацкого сельсовета Евпаторийского района, числилось 48 дворов, из них 47 крестьянских, население составляло 172 человека, из них 170 татар, 1 белорус, 1 украинец, действовала татарская школа. Согласно постановлению КрымЦИКа от 30 октября 1930 года «О реорганизации сети районов Крымской АССР», был восстановлен Ак-Мечетский район (по другим данным 15 сентября 1931 года) и село включили в его состав. Видимо, в ходе тех же преобразований, был образован Доулжарский сельсовет, поскольку не 1940 год он уже существовал. По данным всесоюзная перепись населения 1939 года в селе проживало 332 человек.
В 1944 году, после освобождения Крыма от фашистов, согласно Постановлению ГКО № 5859 от 11 мая 1944 года, 18 мая крымские татары были депортированы в Среднюю Азию, из Даулжара было выселено 44 семьи. Указом Президиума Верховного Совета РСФСР от 21 августа 1945 года Доулжар был переименован в Грозное и Доулжарский сельсовет — в Грозненский. С 25 июня 1946 года Грозное в составе Крымской области РСФСР, а 26 апреля 1954 года Крымская область была передана из состава РСФСР в состав УССР. Время включения в состав Кировского сельсовета пока не установлено: на 15 июня 1960 года посёлок уже числился в его составе. Ликвидировано в период между 1968 годом, когда село ещё числилось в составе Далёковского сельского совета и 1977-м, когда Грозное уже числилось в списке упразднённых.